# Карабахская овца
Карабахская овца (азерб. Qarabağ qoyunu) — закавказская порода грубошёрстных жирнохвостых овец мясо-молочно-шёрстного направления. С давних времён разводится в Нагорном Карабахе. В 1950-е годы порода была распространена в Азербайджанской ССР (более 25 % поголовья овец республики).

## Характеристика породы
Карабахские овцы достаточно крупные, отличаются мясистостью. Ноги высокие, костяк хорошо развит. Хвост имеет двойной изгиб, отложения жира имеются по всей длине, кроме последних позвонков. Овцематки как правило комолые, бараны как комолые, так и рогатые. Карабахские овцы ценятся за выносливость и неприхотливость, могут круглогодично содержаться на пастбищах и совершать переходы на большие расстояния между пастбищами. Живой вес баранов составляет как правило 60-70 кг, маток 47-50 кг. Убойный вес — около 56 %.
Масть карабахских овец разнообразна: в основном рыжая, нередко белая с примесью коричневого, в редких случаях чёрная или белая. Голова и ноги покрыты короткими коричневыми волосами. Шерсть овец грубая, состоит из ости, пуха и переходного волоса. Имеется большое количество мёртвых волос. В целом, шерсть карабахских овец имеет низкое качество. Матка даёт 2—2,5 кг немытой шерсти за две стрижки в год, а баран — 3,5—3,7 кг.
Годовой удой карабахской овцы в период лактации составляет около 32 кг, жирность молока — 7,4 %.
Из карабахской породы овец выделяется карадолахское отродье. В 1950-х годах оно было распространено в юго-восточной прикуринской части Нагорного Карабаха. Карадолахское отродье отличается более крупными размерами, бо́льшим живым весом и жировыми отложениями в хвосте. Средний живой вес баранов составляет около 75 кг, а маток — 55 кг.